# Récif Kingman
Pour les articles homonymes, voir Kingman.
Le récif Kingman, en anglais Kingman Reef, est un lagon annexé par les États-Unis en 1922 se trouvant à  1 560 kilomètres au sud-sud-est de l'île d'Hawaï, soit aux deux cinquièmes environ  du chemin reliant cette île aux Samoa américaines. Initialement, les eaux du récif furent utilisées comme une zone d'amerrissage pour les hydravions reliant Hawaï et les Samoa.

## Géographie

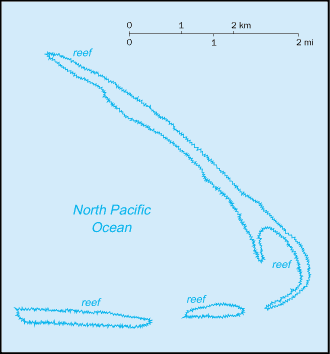
Carte du récif Kingman

Le récif Kingman, fréquemment couvert par les eaux, ne dépasse que d'un mètre la surface de l'océan Pacifique et n'est en conséquence pas habité. À l'inverse, les eaux avoisinantes contiennent une flore et une faune abondante. Le triangle corallien du récif, d'un périmètre de 46 km, ferme un lagon de la taille de l'île de Manhattan. Sous l'eau se cache un monde d'une rare luxuriance. Le récif forme un monde scintillant de coraux digités, de coraux-champignons, de porites et de montiporas si denses que le sable est presque absent. Dans les interstices se faufilent des fusiliers, des demoiselles, des chaetodons, des poissons-perroquets, des blennies et des myriades d'avaleurs de plancton, de dévoreurs d'algues et de mangeurs de corail qui forment la communauté des poissons coralliens. On trouve également les requins gris de récif, les requins à pointes blanches et des hordes de vivaneaux rouges agressifs.

## Histoire
Le récif Kingman est découvert par le capitaine américain Edmund Fanning dirigeant le Betsey le 14 juin 1798. Le capitaine W. E. Kingman (qui a donné son nom à l'île) décrit le récif le 29 novembre 1853. Il est ensuite revendiqué par les États-Unis sous le nom de « récif dangereux » en vertu du Guano Islands Act de 1856.
Lorrin A. Thurston annexe formellement l'île aux États-Unis le 10 mai 1922 après avoir lu cette déclaration sur le rivage :
« Qu'il soit connu par tout le monde : Que le 10 mai de l'année 1922, l'agent soussigné de l'Island of Palmyra Copra Co, Ltd., débarqua du navire à moteur appelé Palmyra... et prend formellement possession de cette île nommée Kingman Reef... au nom des États-Unis d'Amérique et revendique la même chose pour la compagnie suscitée. »

Le 29 décembre 1934, l'US Navy assume la juridiction du récif Kingman. Le lagon est utilisé en 1937 et 1938 comme station étape sur le trajet des hydravions de la Pan American World Airways entre Hawaï et les Samoa américaines. La Pan Am voulait alors rallonger ses vols à travers le Pacifique pour desservir l'Australie et la Nouvelle-Zélande. En 1935, le récif Kingman est déclaré apte à être une étape pour les trajets entre la Nouvelle-Zélande et les États-Unis transitant par les Samoa américaines. Le récif Kingman devient l'escale des vols vers et en provenance de Pago Pago dans les Samoa américaines. Cette localité est située à 2 480 kilomètres au sud du récif. Un navire d'approvisionnement, le North Wind, stationne au récif Kingman pour ravitailler les hydravions en carburant, servir de la nourriture et héberger les passagers. Le S42B Pan American Clipper II, piloté par le capitaine Edwin Musick amerrit au récif Kingman lors de son premier vol le 23 mars 1937. Plusieurs vols lui succèdent jusqu'à ce que le vol du 11 janvier 1938 se termine par une tragédie. Peu après avoir décollé dans la matinée de Pago Pago, l'appareil explose. La conséquence de cet accident est la fermeture de la route aérienne entre la Nouvelle-Zélande et les États-Unis via les Samoa et le récif Kingman. Une nouvelle route est ouverte en juillet 1940 et passe par l'île de Kanton, aux îles Phoenix  (Kiribati), et par la Nouvelle-Calédonie.

## Protection
Le récif Kingman est déclaré refuge faunique national le 18 janvier 2001 sous le nom de refuge faunique national du Récif-Kingman (anglais : Kingman Reef National Wildlife Refuge). Depuis le 6 janvier 2009, il est inclus au monument national américain Pacific Remote Islands Marine National Monument par le président des États-Unis George Walker Bush.